# Délégation de signature en droit français
 (novembre 2014).
Si vous disposez d'ouvrages ou d'articles de référence ou si vous connaissez des sites web de qualité traitant du thème abordé ici, merci de compléter l'article en donnant les références utiles à sa vérifiabilité et en les liant à la section « Notes et références ».
Une délégation de signature, est un acte juridique par lequel une autorité (le « délégant »), délègue non pas ses pouvoirs, mais la faculté de signer des documents et actes énumérés strictement dans la délégation à une tierce personne (le « délégataire »).
Contrairement aux délégations de pouvoirs, dans lesquelles le délégataire assume la responsabilité née des pouvoirs ainsi délégués, la délégation de signature n'entraine pas délégation de la responsabilité administrative ni ne dessaisit le délégant de son pouvoir originel.

## En droit administratif
La délégation de signature ne saurait résulter que d'un décret ou arrêté du délégant (emportant donc un caractère règlementaire). 
La délégation de compétence doit respecter plusieurs obligations tant formelles qu'organiques :
- Publicité de l'acte (le caractère exécutoire ne peut naitre que de cette publicité) et doit donc être inscrit au recueil des actes administratifs. Le défaut de publication entraînerait l'illégalité des décisions prises par le délégataire.
- Être strictement limitée dans sa durée ou son objet : interdiction des délégations générales ou perpétuelles de signature.
- Ne pas intervenir dans un domaine explicitement ou implicitement prohibé par une loi. Les pouvoirs de police spéciale d'un préfet, d'un maire ou d'une autorité ne peuvent, par exemple, faire l'objet d'une délégation ni de signature, ni de compétence.
- Être donnée par le titulaire originel du pouvoir de signature (la délégation de signature ne peut intervenir en situation de subdélégation).

## Le cas des associations
Dans le cas des associations, les conditions formelles de la délégation diffèrent sensiblement de celles de l'autorité administrative.
Ainsi, la délégation de signature se fait par la voie contractuelle, sans condition de publicité particulière.
Les statuts de l'association peuvent également prévoir (en opposition au principe de personnalité de la délégation dans le cas des autorités administratives) dans quels cas la délégation de signature est possible en mentionnant par exemple que le titulaire d'une fonction (sans préciser, bien sûr, son nom) sera délégataire de la signature du président pour une ou plusieurs compétences spécifiées.